# بیمارستان دامپزشکی ایران (شیراز)
بیمارستان دامپزشکی ایران بیمارستانی دامپزشکی در شهرشیراز در استان فارس است.
بیمارستان ایران با دارا بودن بخش های آزمایشگاه,تصویربرداری تشخیصی, عمومی,جراحی ,پت شاپ, داروخانه ,پانسیون و سایر بخش ها یکی از مدرن ترین بیمارستان های دامپزشکی ایران می باشد.

## خدمات دامپزشکی ایران
صدور شناسنامه بهداشتی معتبر، کاشت میکروچیپ، پیرایش، اصلاح و شستشو توسط کادر ماهر
،ارتوپدی و گچ گیری، پانسیون و بستری، رژیم غذایی برای حیوانات، رفتار شناسی و روان شناسی حیوانات، ارائه خدمات دامپزشکی در منزل، واکسیناسیون